# ماركو زانشي
ماركو زانشي (بالإيطالية: Marco Zanchi)‏ (15 أبريل 1977 إيطاليا - ) هو لاعب كرة قدم إيطالي، يلعب كمدافع، شارك في الألعاب الأولمبية الصيفية 2000.

## روابط خارجية
- ماركو زانشي على موقع الاتحاد الدولي (مؤرشف)  (الإنجليزية)
- ماركو زانشي على موقع قاعدة بيانات كرة القدم.إي يو (الإنجليزية)
- ماركو زانشي على موقع أوليمبيديا (الإنجليزية)